# ヴラディスラヴ・スプリャーハ
ヴラディスラヴ・セルヒヨヴィチ・スプリャーハ（ウクライナ語: Владислав Сергійович Супряга、2000年2月15日 - ）は、ウクライナのサッカー選手。セリエA・UCサンプドリア所属。ポジションはFW。

## クラブ歴
FCドニプロの下部組織出身。2016-17シーズンにはトップチームでベンチ入りを果たしたが、シーズン終了後にクラブが財政問題から3部降格。このため、新たに結成されたSCドニプロ-1に移籍した。2017年7月15日にドルハ・リーハで61分にヴラディスラヴ・ヴォイツェホフスキに代わって投入され選手初出場。
2018年8月10日に5年契約でウクライナ・プレミアリーグのFCディナモ・キーウに移籍。同月25日の試合では82分にナザリー・ルシンに代わって投入され1部初出場。その次の試合となったUEFAチャンピオンズリーグ 2018-19 予選のアヤックス・アムステルダム戦では早くもスターティングメンバーに選抜された。しかし同年のリーグ出場は僅か6試合に止まった。
2019年7月1日から古巣のドニプロ-1に期限付き移籍。2020年2月28日のレンタル元、ディナモ・キエフ戦では63分にオレクシー・チチコフに代わって投入されると、71分からの19分でハットトリックを達成し、3-1の逆転勝ちを齎した。
2022年1月30日、セリエAのUCサンプドリアへ2021-22シーズン終了までレンタル移籍することが発表された。

## 代表歴
U-17代表としてはUEFA U-17欧州選手権2017に出場した。
U-19代表としてはUEFA U-19欧州選手権2018に出場し、準決勝に進出。大会を通して彼は僅かに1得点であったが、センターフォワードとして大会ベストイレブンに選出された。
U-20代表としては2019 FIFA U-20ワールドカップに参加。決勝戦では2得点を決めて逆転での初優勝に大きく貢献した。

## タイトル
FCディナモ・キエフ
- ウクライナ・スーパーカップ：2020
- ウクライナ・プレミアリーグ：2020-21
- ウクライナ・カップ：2020-21